# Агенты казначейства
«Агенты казначейства», также известен под названиями «Сборщики налогов» и «Люди-Т» (англ. T-Men) — фильм нуар режиссёра Энтони Манна, вышедший на экраны в 1947 году.
Фильм поставлен на документальном материале и рассказывает о двух агентах Министерства финансов США (Департамента казначейства), которым «поручено под прикрытием раскрыть „дело о шанхайской бумаге“. Маскируясь под членов мафии, они вступают в сеть торговцев незаконным алкоголем в Детройте, которые используют поддельные акцизные марки», постепенно выходя на преступную организацию, которая печатает фальшивые доллары и акцизные марки на специальной бумаге, незаконно ввозимой из Китая.
Согласно статье в «Нью-Йорк Таймс» от октября 1947 года, это был первый фильм, основанный на реальных документах оперативного подразделения Департамента казначейства.
Фильм снят в стиле полудокументального нуара, к этому же стилю, в частности, относятся такие картины, как «Дом на 92-й улице» (1945), «Обнажённый город» (1948), «Он бродил по ночам» (1948), «Звонить Нортсайд 777» (1948) и «Паника на улицах» (1950).
По информации «Голливуд репортер», фильм был снят почти полностью на натуре в Детройте, Нью-Йорке, Вашингтоне, Бостоне, Сан Педро и Вилмингтоне (Калифорния).
Фильм получил номинацию на Оскар за лучшую запись звука.

## Сюжет
Фильм открывается следующими титрами: «Валюта Соединённых Штатов и официальные документы Департамента казначейства, показанные в этом фильме, были сняты по специальному разрешению секретаря казначейства. Дальнейшее воспроизводство упомянутых купюр или документов целиком или частично строго запрещено». Затем камера показывает здание Департамента казначейства (Министерства финансов США) в Вашингтоне, и закадровым голосом сообщается о времени и целях создания этого органа. Затем бывший руководитель силового блока казначейства в официальном стиле рассказывает о направлениях оперативной деятельности этой государственной структуры по выявлению случаев подделки денег и других ценных бумаг и по разоблачению действующих в этой сфере нарушителей закона. В основу фильма положены материалы одного из реальных дел казначейства, известного как «дело о шанхайской бумаге», которое раскрыли оперативные сотрудники министерства, известные также как агенты казначейства или как Люди-Т.
Действие картины начинается в промышленной зоне Лос-Анджелеса, где агент казначейства идёт на встречу с секретным информатором, который раздобыл образец бумаги, используемый бандой фальшивомонетчиков. Практически на глазах у агента преступник убивает информатора, забирая у него образец бумаги и скрываясь на автомобиле. Это была уже третья серьёзная попытка подобраться к банде, и все они закончились неудачей. Отдел в Лос-Анджелесе решает передать дело в дальнейшую разработку в штаб-квартиру казначейства в Вашингтон. В Вашингтоне глава подразделения обращает внимание на то, что банда занимается не только фальшивомонетничеством, но также производит нелегальные акцизные марки на алкоголь, которые замечены в большом количестве в Детройте, в частности, их использует банда Вантуччи. Руководство принимает решение внедрить в банду Вантуччи двух своих агентов под прикрытием, которые затем смогли бы выйти на поставщика бумаги в Лос-Анджелесе. Дело поручается двум опытным агентам казначейства — Деннису О’Брайену (Деннис О'Киф) и Энтони Дженаро (Альфред Райдер). Их направляют в Детройт для усиленной подготовки — агенты усердно работают в библиотеках и архивах, изучая по документам все нюансы преступного мира Детройта и биографии его представителей, а также все более или менее значимые дела, которые проходили в этом городе с тем, чтобы создать для себя убедительные легенды для внедрения в местную преступную среду. В процессе исследовательской работы Деннис и Энтони выясняют, что некоторое время назад в городе была разгромлена т. н. «Речная банда», а все её более или менее заметные фигуры уничтожены. Агенты берут себе имена Вэнни Хэрриган и Тони Галвани, решая выдать себя за двух уцелевших членов этой банды, которые ищут возможности присоединиться к какому-либо преступному синдикату. Демонстрируя гангстерский образ одеваться и держаться, они селятся в одну из злачных гостиниц Детройта, известную полиции как место, контролируемое бандой Вантуччи. Вскоре после их заселения, в соответствии с разработанным агентами планом приходит офицер полиции и показывает управляющему гостиницей Паскуале (Тито Вуоло) ориентировки на Хэрригана и Галвани с их фотографиями, утверждая, что они находятся в розыске по подозрению в ограблении. Паскуале ничего не говорит полицейскому, однако сообщает Вантуччи, что в гостинице поселились двое гангстеров, которых разыскивает полиция. Вскоре Паскуале организует Деннису и Энтони встречу с Вантуччи, который после проверки их на знание местного преступного мира, берёт их на своё подпольное предприятие, прикрытием для которого служит склад промышленных товаров. Их ставят на участок, где наклеиваются поддельные акцизные марки на бутылки с алкоголем. Из общения с бригадиром они узнают, что за поставку фальшивых акцизных марок отвечает некто Скимер (Уоллес Форд) из Лос-Анджелеса. По оперативным каналам казначейство передаёт Деннису внешнее описание Скимера и некоторые его особенности, в частности, шрам на плече после ранения, а также то, что он принимает китайские лекарства и любит крепкие сигары. Получив эти приметы, Деннис немедленно вылетает в Лос-Анджелес на розыски Скимера. После неожиданного исчезновения Денниса, Вантуччи жестокого избивает Энтони, требуя сказать, куда пропал его напарник, однако тот отвечает, что ему ничего не известно, высказывая предположение, что Деннис исчез потому что для него стало в Детройте слишком опасно, и, возможно, он вышел на след человека, который сдал Речную банду.
В Лос-Анджелесе Деннис начал розыск Симера с китайского квартала, последовательно опрашивая его обитателей и обходя медицинские заведения. В конце концов, Деннис узнаёт от одного из китайских врачей, что человек со сходным описанием проходит курс лечения с помощью сеанса в турецких банях. Деннис обходит все бани, наконец, находя Скимера по шраму в одной из бань. В раздевалке он видит, как тот принимает китайские лекарства и курить крепкие сигары. Деннис тайно направляется вслед за мужчиной, выясняя, где тот живёт. Затем он получает у главы местного отделения казначейства несколько фальшивых банкнот, чтобы использовать их как приманку на Скимера. После нескольких дней слежки, Деннис проникает вслед за Скимером в нелегальное казино, где играет в кости. Во время игры Деннис ставит фальшивую банкноту так, чтобы она попала в руки к Скимеру, и тот сразу определяет фальшивку по качеству бумаги. Вскоре Скимер уходит, предупреждая администратора, что Деннис играет на фальшивые деньги. Другие игроки избивают Денниса и выбрасывают его на улицу, однако Деннис успевает спрятать свою фальшивую купюру. Затем Деннис приходит к Скимеру домой, требуя отдать ему деньги, которые отобрали у него игроки в казино. Посмотрев деньги Скимера, Деннис утверждает, что качество печати у них невысокое по сравнению с его купюрой. Однако качество бумаги очень хорошее, и Деннис требует сказать, откуда поступает бумага. Скимер предлагает сотрудничество: Деннис предоставит свои печатные платы, а он будет обеспечивать бумагу, такое объединение усилий значительно повысит качество подделок. Для начала он просит банкноту, чтобы показать её своему руководству. Деннис отрывает Скимеру половину своей купюры, и тот уходит. Деннис тайно отправляется проследить за Скимером, видя, как тот приходит в клуб «Тринидад», расположенный недалеко от развлекательной зоны Пасифик Оушен парк. Там он видит, как Скимер передаёт через привлекательную девушку-фотографа записку вместе со сложенной половиной банкноты Денниса. Несколько минут спустя Деннис точно также складывает свою половину купюры и тоже передаёт её девушке-фотографу. Девушка отвозит обе купюры в фотолабораторию к своему боссу Полу Миллеру, рассказывая ему о том, что произошло в клубе. Пол решает, что Деннис либо агент казначейства, либо представляет сильного конкурента. Из кафе напротив фотолаборатории Деннис наблюдает, куда зашла девушка. Вечером, когда Деннис возвращается в номер Скинера, на него набрасываются двое бандитов, Мокси (Чарльз Макгроу) и Брауни. Они избивают Денниса и обыскивают его одежду. Выяснив, что он прибыл из Детройта, они под угрозой выломать ему пальцы, требуют сказать, что Деннис делал в клубе «Тринидад» и чего добивается. Затем они приглашают для очной ставки Скинера, в итоге выясняя, что Деннис работал у Вантуччи в Детройте. Мокси оставляет Дениса на ночь под охраной. Деннису удаётся переправить в отделение казначейства отчёт о проведённой им работе с указанием имён и названий организаций, которые ему удалось выяснить. Руководство решает передать Деннису конфискованные контрафактные печатные матрицы для дальнейшего внедрения в банду фальшивомонетчиков.
Однажды вечером бандиты привозят Денниса в эксклюзивный дом на Беверли-Хиллс, который принадлежит боссу Скимера, Шиву Триано, сообщающему, что Вантуччи дал Деннису положительные рекомендации. Затем за игрой в бильярд Деннис предлагает Триано деловое партнёрство: его печатные платы и их бумага. Триано обещает обдумать предложение и дать ответ позднее. После встречи Триано созванивается с Вантуччи, и во время очередного визита к Триано Деннис встречает у него Энтони, который говорит, что приехал по его вызову. Однако Деннис говорит, что никакой записки с приглашением ему не посылал. Поняв, что это очередная проверка, Деннис решает демонстративно уйти, тогда Триано просит его остаться, говоря, что просто проверял его. Затем Триано знакомит Денниса с Полом Миллером, который является главным техническим специалистом организации. Он сообщает, что деньги выполнены с помощью ручной гравировки, а в казначействе есть досье на каждого гравёра в США. Деннис отвечает, что этот гравёр недавно нелегально прибыл из Венгрии, и о нём никто не знает. Триано соглашается завтра передать Деннису образец бумаги, взамен требуя предъявить печатные платы. Деннис переправляет образец бумаги в лабораторию в Вашингтон, где после тщательного анализа приходят к заключению, что по составу бумага исключительно близка официальной, однако в неё входит один компонент, позволяющий предположить, что, возможно, она произведена в Китае. Получив печатные платы, Деннис прячет их в своей комнате под раковиной. Обсуждая наедине произошедшее, агенты приходят к выводу, что Триано не является главарём банды, так как слышали, как некто давал ему указания по телефону. При очередной встрече Деннис показывает Миллеру и Триано образец нанесения изображения только на одну сторону их бумаги, качество печати Миллер оценивает очень высоко. После того, как они соглашаются работать с ним, Деннис передаёт им плату для печати только одной стороны купюры, говоря, что он передаст вторую плату во время встречи с боссом Триано, главой всей организации.
Узнав о тёмных делах Скимера в Детройте, Деннис и Энтони пытаются использовать его в своих целях. В итоге Скимер предлагает им сотрудничество, говоря, что у него есть тетрадь, в котором в зашифрованном виде хранятся все имена и незаконные операции банды, к которым он имел отношение, включая имя главаря. Этим Скимер держит в руках всю банду, и может позвонить главарю и одним звонком перевести весь бизнес на себя. Во время прогулки по продовольственному рынку Энтони слышит, как Скимер говорит с главарём по телефону, предупреждая того, что если с ним что-либо случится, все подробности преступной деятельности банды станут известны. Энтони пытается выяснить, где хранится заветная тетрадка, однако Скимер молчит. Неожиданно к Энтони подходит подруга его жены, которая вместе с ней приехала из Сан-Франциско. Узнав его при Скимере, она ставит Энтони на грань разоблачения, однако подошедшая жена Энтони, поняв, что тот выполняет задание под прикрытием, делает вид, что не узнаёт своего мужа. Платы Денниса передают на экспертизу Диане Симпсон (Джейн Рэндолф), правой руке босса, который в ближайшие дни должен прибыть на корабле из Китая с новой партией бумаги, которую для маскировки используют как обёртку для антикварных товаров. Изучив плату, Диана просит привести к ней Денниса, который слышит, как кто-то даёт ей указания по телефону, понимая, что она не является главой всей организации. После ухода Денниса Диана поручает Триано избавиться от Скимера. В тот момент, когда Скимер парится в бане, там появляется Мокси. Почувствовав что дело плохо, Скимер торопится рассказать ему, что Энтони сегодня на улице встретила девушка, которая назвала его другим именем и указала на его жену, хотя Энтони говорил, что не женат. Мокси запирает Скимера в бане и включает её на полную мощность, убивая Скимера паром. Люди Триано вскоре выясняют, что Энтони звонил в Сан-Франциско, чтобы поговорить со своей женой Мэри Дженаро. Энтони получает информацию, что люди Триано следят за ним, подозревая в чём-то, и что ему надо выходить из игры. Однако Энтони решает разыскать тетрадку Скимера с компроматом, осмотрев его вещи в комнате коронера, а затем и обыскав комнату Скимера.
Во время очередной встречи Триано говорит Деннису, что Энтони является агентом казначейства. Бандиты находят Энтони как раз в тот момент, когда ему удаётся узнать номер ячейки камеры хранения на вокзале, в которой хранится тетрадка. Триано на глазах Денниса стреляет в Энтони, убивая его. Деннис догадывается, что нашёл Энтони, и передаёт своим людям номер ячейки. В итоге тетрадь Скимера попадает в руки сотрудников казначейства, которые отправляют её для расшифровки в Вашингтон. Материалы тетради, которую удаётся быстро расшифровать, оказываются настоящей золотой жилой для агентов, в ней раскрываются подробности получения доходов от азартных игр, незаконной торговли алкоголем, рэкета и фальшивомонетничества. Неожиданно из Вашингтона в офис казначейства в Лос-Анджелесе поступает информация, что Миллер в своё время работал с Бауманом, печатную плату которого использует в работе Деннис, и Миллер сможет опознать, кто её изготовил. Деннису передают приказ немедленно забрать печатные платы и покинуть город. Прочитав инструкции, Деннис, несмотря на плотный контроль, незаметно извлекает платы из-под умывальника и кладёт их в карман. В этот момент появляется Триано, говоря, что босс готов с ним встретиться и спрашивает о плате второй стороны. Деннис отвечает, что после убийства агента казначейства он отказывается с ними работать. Однако люди Триано обыскивают Денниса, находя у него вторую плату, и силой ведут его к боссу. Денниса привозят на корабль к Диане, которая забирает вторую плату и заходит к боссу. Выйдя она говорит, что по мнению босса, плату изготовил известный гравёр, поставленный на учёт в казначействе, и приказывает схватить Дениса. Тогда Деннис просит связаться с Полом Миллером, который подтвердил, что платы в порядке, и узнать его мнение. Пола Миллера из фотостудии увозят на корабль, не подозревая, что за студией ведётся постоянное наблюдение агентами казначейства. Однако машине, которая везёт Пола, удаётся оторваться от преследования агентов казначейства. Появившись на корабле, Пол по просьбе Дианы повторно изучает печатные платы, подтверждая, что их не делал ни один из знакомых ему гравёров, и с ними всё в порядке. Пол выходит вместе с Денисом из комнаты, проводит его через зал, где установлена печатная машина, а затем выводит на палубу, где наедине говорит, что сразу понял, что плату изготовил знакомый гравёр, и догадался, что Деннис является агентом казначейства. Далее он говорит, что игра окончена, и он готов стать государственным свидетелем и рассказать всё, что ему известно. Подслушав слова Пола, Мокси убивает его, однако Деннис успевает достать пистолет из кармана Миллера и спрятаться от выстрелов Мокси. Начинается гонка со стрельбой между Деннисом и Мокси. Получив по служебному радио информацию о выстрелах на корабле, агенты казначейства немедленно направляются к этому месту и блокируют корабль. Во время погони на корабле Деннис получает ранение, однако ему удаётся догнать и застрелить Мокси. Приезжает полиция и с помощью слезоточивого газа выкуривает всю забаррикадировавшуюся на борту банду, включая её главаря, который был известен как торговец антиквариатом, филантроп и общественный деятель. Аресты проводятся также в Шанхае и Детройте. Деннис выздоравливает, а «Мэри Дженаро несёт в своём сердце память о своём муже, который отдал свою жизнь служению народу своей родины».

## В ролях
- Деннис О'Киф — Деннис О’Брайен
- Альфред Райдер — Тони Дженаро
- Уоллес Форд — Скимер
- Чарльз Макгроу — Мокси
- Джун Локхарт — Мери Дженаро
- Мери Мид — Иванджилин
- Джейн Рэндолф — Диана Симпсон
- Арт Смит — Грегг
- Джим Бэннон — агент Линдзи
- Тито Вуоло — Паскуале, управляющий гостиницей (в титрах не указан)
- Джеймс Сиэй — Харди, техник лаборатории казначейства (в титрах не указан)
- Рид Хэдли — рассказчик (в титрах не указан)

## Создатели фильма и исполнитель главной роли
Как пишет кинокритик Пол Татара, «имя Энтони Манна, возможно, не обладает весомостью некоторых его более известных современников, но каждый режиссёр, начиная от Жана-Люка Годара до Мартина Скорцезе, в то или иное время выражал восхищение его творчеством. Хотя авторитет Манна по-настоящему окреп лишь через несколько лет после его смерти, он был выдающимся мастером своего дела, который, казалось, не мог допустить ни одного неправильного шага, когда попадал в свой жанр».
Карьера Манна начиналась в 1925 году на Бродвее, где под именем Энтони Бундсманн он выступал как актёр, а в 1933 году стал режиссёром, поставив три спектакля. Манн впервые попробовал себя в кино, «когда Дэвид О. Селзник, впечатлённый успехом Манна на Бродвее, нанял неоперившегося режиссёра руководить экранными пробами для фильмов „Унесённые ветром“ (1939), „Интермеццо“ (1939) и „Ребекка“ (1940). Манн стал ассистентом режиссёра Престона Стёрджесса при съёмках „Путешествий Салливана“ (1941), где, наверняка научился многому из того, как делать фильмы».
Свою самостоятельную режиссёрскую кинокарьеру Манн начал в 1944 году, поставив за пять лет одиннадцать фильмов нуар, многие из которых вошли в историю жанра. Среди этих фильмов «Отчаянный», «Подставили!» и «Агенты казначейства» (все — 1947), «Грязная сделка» (1948), «Переулок» и «Инцидент на границе» (оба — 1949). Впоследствии Манн обратился к вестерну, поставив такие классические фильмы этого жанра, как «Винчестер 73» (1950), «Фурии» (1950), «Излучина реки» (1952), «Обнажённая шпора» (1953) и «Человек из Ларами» (1955).
Нуаровые картины Манна всегда отличал великолепный визуальный стиль во многом благодаря сотрудничеству с оператором Джоном Олтоном, который, кроме этого фильма снял ещё четыре ленты Манна, «Грязная сделка» (1948), «Правление террора» (1949), «Инцидент на границе» (1949) и вестерн «Путь дьявола» (1950). Джон Олтон был оператором в общей сложности 17 фильмов нуар, наиболее заметными среди которых, помимо фильмов Манна, стали «Он бродил по ночам» (1948, также частично поставленный Манном, хотя в титрах имя Манна и не указано), «Загадочная улица» (1950) и, особенно, «Большой ансамбль» (1955). В 1952 году Олтон был удостоен Оскара как оператор романтического мюзикла «Американец в Париже» (1951).
Деннис О’Киф играл преимущественно роли второго плана, к числу его наиболее крупных работ относятся психологический хоррор «Человек-леопард» (1943), нуары «Грязная сделка» (1948), «Брошенная» (1949) и «Женщина в бегах» (1950), а также несколько комедий первой половины 1940-х годов.

## Оценка фильма критикой

### Общая оценка фильма
Фильм получил преимущественно положительные отзывы критики. Сразу после выхода фильма кинокритик Босли Кроутер написал в «Нью-Йорк таймс», что создатели картины «превратили фильм о копах и грабителях в этот новый „полудокументальный“ формат, который, для экшна один из самых лучших… Энтони Манн поставил экшн, которого здесь более чем достаточно, с прекрасным чувством хода и темпа повествования, а также с хорошим видением чёткой и суровой картины происходящего». «Variety» также отметил, что «продюсер Эдвард Смолл взял раскрытое дело из архива Департамента казначейства и запустил его повторно в документальном стиле, создав увлекательный экшн-фильм».
Журнал «TimeOut» назвал картину «потрясающим маленьким триллером о паре агентов казначейства, которые должны внедриться в банду фальшивомонетчиков из Детройта», который «без усилий преодолевает своё полудокументальное ознакомление с делом (с безликими „официальными“ комментариями), после чего глубоко погружается в область нуара». Журнал отмечает, что фильм «не столько рассказывает о героических деяниях агентов казначейства, сколько о моральных пороках, с которыми связана работа под прикрытием (мучительный долг отказываться от друзей, жён и чувств, вплоть до того, что приходится терпеть, когда вашего соратника хладнокровно убивают на ваших глазах)».
Майкл Костелло считает, что «этот крепко сделанный псевдо-документальный фильм о работающих под прикрытием агентах казначейства стал первым крупным успехом Энтони Манна», особо выделив, что «успех фильму во многом обеспечила потрясающая контрастная операторская работа Джона Олтона». Критик резюмирует своё мнение словами, что «этот фильм — ничто иное, как триумф стиля над содержанием, и хотя запутанный сюжет постоянно находится в фокусе, именно визуальная изобретательность Манна и Олтона обеспечивают этому фильму результат».
Деннис Шварц, отметив «захватывающий, искусно выполненный обманчивый реализм» картины, называет её «сенсационно успешным полудокументальным криминальным триллером», который «привлёк более широкое внимание к выдающимся способностям режиссёра фильмов категории В Энтони Манна и оператора Джона Олтона».
Татара отмечает, что «напряжение в картине нарастает по мере развития истории; а парочка убийственных сцен с убийствами столь же шокирует сегодня, как и 50 лет назад», а Кроутер добавляет, что «для чувственных натур появление такой опасности на экране может довести их душевное волнение до почти невыносимой точки».

### Характеристика фильма
Характеризуя картину, критика подчёркивает использование архивных материалов, официальный закадровый голос, а также художественные средства, подчёркивающие документальный характер происходящего. С другой стороны, драматическая составляющая картины выполнена в хорошем темпе, наполнена сценами экшна и увлекательными визуальными решениями.
Так, журнал «Variety» пишет: «Приёмы кинохроники в начальных сценах наполняют материал ароматом острого реализма, который перерастает в саспенс в финале картины. Сцены на натуре в Детройте, в Лос-Анджелесе и в некоторых его пляжных пригородах, возможно, обошлись немного дороже, но нельзя отрицать то ощущение достоверности, которое они обеспечивают». Журнал далее отмечает: «Предваряемый кратким вступительным словом официального представителя казначейства, сюжет поначалу разворачивается в медленном темпе. Позже, однако, становится ясно, почему начальные сцены были так тщательно и скрупулёзно прописаны. Раскрытие каждого преступления зависит от самых незначительных моментов. Когда всё собрано в нужной последовательности, наступает потрясающая развязка… Финальная часть фильма просто поразительна».
По мнению Кроутера, «представленный как художественная реконструкция типичного дела Департамента казначейства, фильм рассказывает о том, как пара его агентов, выдавая себя за преступников, прокладывает себе путь в огромную банду фальшивомонетчиков, а затем разоблачает её. Он также даёт некоторое представление о применяемых научных приёмах раскрытия преступлений. Снятый частично на натуре в Детройте и Лос-Анджелесе, он выглядит реалистично, что редко встречается в фильмах такого типа». Одновременно критик отмечает: «Но, конечно, надо признать, что конструкция фильма достаточно банальна, и на экране мы не видим особой разницы между агентом казначейства и агентом ФБР. Более того, пытливый агент „Почему“ (которым является ваш обозреватель) мог бы спросить, насколько некоторый экшн и некоторые применяемые методы приемлемы в работе. Кроме того — и это главное — если агенты казначейства действительно получают такие живописные побои, как мистер О’Киф в этом фильме, у нас возникает вопрос о том, а удастся ли завербовать на эту работу хоть каких-либо умных парней».
Майкл Костелло отмечает, что своим использованием типичного для того времени закадрового повествования и опорой на документальный стиль фильм напоминает популярный полицейский телесериал «Драгнет» (1951-59).
Шварц считает, что фильм «благополучно ложится в нуаровую почву, детально и поминутно описывая рутинную героическую работу агентов под прикрытием, которые с готовностью принимают на себя все тяжести извращённой жизни, изображая гангстеров без семьи и друзей». Далее критик отмечает, что «их преданность работе сравнима с высочайшей формой патриотизма и самоотверженности, что подаётся более красноречиво с помощью такой истории, чем с помощью пропаганды, выдаваемой Департаментом казначейства». Шварц также обращает внимание на то, что между двумя агентами «развивается глубокое уважение и верность друг другу, которые, вероятно, занимают место традиционных гетеросексуальных отношений».

### Характеристика работы режиссёра и творческой группы
Критики высоко оценили режиссёрскую работу Энтони Манна. Пол Татара, в частности, отметил, что фильм «является превосходным примером того, чего в высшей степени одарённый режиссёр может достичь на ограниченном бюджете». Татара считает, что «это, вероятно, самая сильная картина нуарового периода творчества Манна, которую отличает суровое документальное чувство, которое многим зрителям напомнит о классическом телесериале „Драгнет“». Критик обращает внимание на особый стиль Манна, когда «даже в стилизованной нуаровой традиции присутствует натурализм повествования и эмоциональная честность, служащие становым хребтом его работы». Далее он пишет: «Удивительные события происходят в фильмах Манна, но при этом они редко подаются с пошлыми и вульгарными завитушками, которых ожидаешь от коммерческой мелодрамы, особенно, в период, когда Манн делал свои самые широко признанные фильмы. Поклонники „Агентов казначейства“ часто называют классикой нуара эпизод, в котором несчастного персонажа убивают с помощью банного пара, при этом сам эпизод решён поразительно экономичными средствами».
Критик добавляет, что «великолепный оператор Манна, Джон Олтон, придаёт фильму запоминающийся суровый и мрачный вид. Добавьте к этому первоклассный сценарий Джона Си. Хиггинса, и почти что интуитивное владение Манном визуальным языком кино, и „Агенты казначейства“ предстают как на удивление мощный фильм категории В, урбанистическая криминальная драма на все времена».
Журнал «TimeOut» называет эту картину «лучшей работой раннего Манна», особенно выделяя «превосходную операторскую работу Джона Олтона», которая «нагнетает напряжённость с помощью геометрически выверенных ракурсов». Шварц также считает, что «блестящая операторская работа Джона Олтона делает постановку драматически более значительной по сравнению с будничным тоном повествования».

### Характеристика актёрской игры
Критики отмечают, что несмотря на отсутствие в картине звёзд, актёрская игра находится на достойном уровне. По мнению Татары, «Манн регулярно добивался качественной игры от своих актёров», ведь он сам «начинал карьеру в 1920-е годы как бродвейский театральный актёр».
Кроутер полагает, что «актёры держатся убедительно», хотя среди них и нет громких имён. Он пишет, что «за исключением нескольких знакомых фигур — Денниса О’Кифа в роли ключевого агента, Уолли Форда в роли Скимера и Арта Смита в качестве шефа Департамента казначейства — большинство актёров имеют лица свежие и достоверно правильные. Альфред Райдер в качестве убитого в конце концов агента и Джон Уэнграф в роли городского мошенника смотрятся лучше всех». «Variety» отмечает, что «образ агента казначейства, создаваемый Деннисом О’Кифом, превосходно прописан», а сам актёр «временами очень похож на Джимми Кэгни».